# Soyuz T-1
Soyuz T-1 foi uma missão não-tripulada do programa espacial soviético Soyuz, a primeira utilizando as naves série T.
A nave, em expedição de teste, acoplou-se, comandada pelo controle de voo de Baikonur, com a estação orbital Salyut 6 em 19 de dezembro de 1979, permanecendo ligada à estação até 23 de março de 1980 e retornando automaticamente à Terra dois dias depois.